# Prijezda Ier
Prijezda Ier (né en 1211 – mort en 1287) était un ban de Bosnie et un vassal du Royaume de Hongrie. Il a régné de 1250 à 1287. Il est probablement le fondateur de la dynastie des Kotromanić. 

## Biographie

### Débuts
Prijezda, qui à l'origine était catholique romain, s'est par la suite converti au bogomilisme. Si l'on en croit une lettre envoyée par le Pape au ban Matej Ninoslav, il s'est de nouveau converti au catholicisme sous le règne de Matej, mais comme sa conversion au bogomilisme le rendait suspect, il dut faire de son fils, le futur Prijezda II, une garantie de sa fidélité à la foi et le jeune homme entra dans l'ordre des Dominicains. Le ban Matej Ninoslav dut lui-même intervenir auprès de Rome pour que le jeune homme fût rendu à la vie séculière.
Lors de la croisade en Bosnie (1234-1239) contre Matej Ninoslav, Koloman, qui commandait les armées chrétiennes, s'empara d'une grande partie de la Bosnie et repoussa les troupes de Matej. Après cette victoire, le titre de ban fut attribué à Prijezda, qui était un l'un des plus proches parents de Ninoslav. Il ne resta au pouvoir que deux ans, Matej réussissant à rétablir son autorité sur la plus grande partie de la Bosnie à la suite de la défaite des Hongrois contre les Tartares. Comme Prijezda se trouvait en danger de mort, il se réfugia en Hongrie.

### Ban
Après la mort de Matej Ninoslav en 1250 se posa le problème de sa succession à la tête de la Bosnie. Les fils de Ninoslav tentèrent de conserver l'indépendance du pays mais le roi Béla IV de Hongrie s'empara de la région et mit à sa tête Prijezda avec titre de ban.
Devenu ban de Bosnie, Prijezda entama une campagne pour détruire l'hérésie de Église bosnienne. Grâce à son efficacité dans cette lutte contre les Bogomiles, le Pape ordonna aux Dominicains de lui renvoyer son fils. Mais, en raison des difficultés qu'il rencontrait, le roi Béla dut réviser sa stratégie vis-à-vis de la Bosnie et le conduisit à un nouveau découpage. La Bosnie proprement dite, entre les vallées des rivières Vrbas et Bosna, fut attribuée à Prijezda et à ses héritiers, tandis que les régions d'Usora et de Soli devinrent un banat gouverné par des bans y représentant le roi. Pour son habileté militaire, Prijezda fut gratifié de plusieurs territoires hors de la Bosnie, notamment aux alentours de Gornji Miholjac. Béla IV attaqua le territoire serbe de Rascie, gouverné par Stefan Uroš Ier et s'empara de la Zachlumie en 1254, province qu'il rattacha à la Bosnie de Prijezda mais après la paix conclue entre la Hongrie et les Serbes, il fut restitué à la Rascie.
Le roi Béla IV mourut en 1270 et son fils Étienne V lui succéda ; mort à son tour, Étienne V fut remplacé par le roi Ladislas IV. Trop jeune pour régner, sa mère Élizabeth devint régente du royaume. Dans cette période de succession troublée, l'influence Prijezda déclina, marquée par le pouvoir grandissant de notables locaux.
En 1284, Prijezda organisa un mariage entre sa la princesse serbe Jelisaveta, la fille du roi Stefan Dragutin et son propre fils Kotroman, dans le but de concrétiser une alliance avec la Serbie. 
En 1287, Prijezda se retira du pouvoir en raison de son grand âge et passa le reste de sa vie dans son domaine de Zemljenik.

### Enfants
Prijezda a eu quatre enfants :
- Kotroman (avec une incertitude)
- Prijezda II
- Vuk (mort en 1287)
- une fille mariée à Stjepan Vodički, membre de la famille  croate des Babonić